# Šabac
Šabac (Servisch: Шабац) is een stad gelegen in het district Mačva in Centraal-Servië. In 2005 telde de stad 55.114 inwoners. Šabac ligt aan de rivier de Sava. FK Mačva Šabac is de lokale voetbalclub.

## Geboren
- Józef Poniatowski (1763-1813), Pools generaal
- Mileva Marić (1875-1948), wis- en natuurkundige
- Šaban Šaulić (1951), zanger
- Mile Isaković (1958), handballer
- Veselin Vujović (1961), handballer
- Miroslav Đukić (1966), voetballer
- Nemanja Matić (1988), voetballer
- Uroš Matić (1990), voetballer
- Saša Lukić (1996), voetballer